# شاشالاكا أصهب الصدر
شاشالاكا أصهب الصدر (الاسم العلمي: Ortalis ruficauda) هو نوع من الطيور يتبع جنس الشاشالاكا من فصيلة القرازية.